# تويوتا فورتشنر
- تويوتا 4 رنر
- تويوتا هايلوكس سبورت رايدر

تويوتا فورتشنر، المعروفة أيضًا باسم تويوتا SW4، هي سيارة دفع رباعي متوسطة الحجم تصنعها شركة تصنيع السيارات اليابانية تويوتا. تم بناء فورتشنر على منصة شاحنة بيك آب هايلوكس. تتميز بصفين / ثلاثة صفوف من المقاعد ومتوفرة بنظام الدفع الخلفي أو الدفع الرباعي. وهي جزء من مشروع تويوتا IMV للأسواق الناشئة، والذي يشمل أيضًا هيلوكس وإنوفا. اسم «فورتشنر» مشتق من الكلمة الإنجليزية "Fortune" أي الحظ أو المحظوظ.